# Ichthyophis bombayensis
Ichthyophis bombayensis é um anfíbio gimnofiono da família Ichthyophiidae presente na Índia.